# Маевский, Бартош
Ба́ртош Мае́вский (пол. Bartosz Majewski; род. 8 апреля 1987, Зелёна-Гура) — польский пятиборец, выступавший за сборную Польши по современному пятиборью в период 2005—2013 годов. Дважды серебряный призёр чемпионатов Европы в программе эстафеты, победитель и призёр первенств национального значения, участник летних Олимпийских игр в Пекине.

## Биография
Бартош Маевский родился 8 апреля 1987 года в городе Зелёна-Гура Любушского воеводства. Проходил подготовку в местном клубе ZKS Drzonków.
Выступал на международном уровне начиная с 2005 года, когда побывал на нескольких юниорских турнирах. Первого серьёзного успеха на взрослом уровне добился в сезоне 2006 года, когда выиграл бронзовую медаль на международном чемпионате в Потсдаме. Год спустя взял бронзу на открытом чемпионате Будапешта в Венгрии и дебютировал на этапах Кубка мира.
Благодаря череде удачных выступлений удостоился права защищать честь страны на летних Олимпийских играх 2008 года в Пекине, где представлял Польшу вместе со своим партнёром по команде Марцином Хорбачем. Уже на ранних этапах у Маевского возникли проблемы с набором очков, он неудачно выступил в стрельбе из пистолета и плавании вольным стилем, но затем достаточно хорошо показал себя в фехтовании на шпагах и в кроссе на 3 км, прибежав к финишу четвёртым. Хороший результат на последнем этапе, тем не менее, не позволил ему подняться до высоких позиций — в конечном счёте он набрал 5204 очка и расположился в итоговом протоколе соревнований на 21 строке.
После пекинской Олимпиады Бартош Маевский остался в основном составе польской национальной сборной и продолжил принимать участие в крупнейших международных соревнованиях. Так, в 2010 году он побывал на чемпионате Европы в Дебрецене, откуда привёз награду серебряного достоинства, выигранную в программе эстафеты вместе с Шимоном Стаськевичем и Томашем Хмелевским. В следующем сезоне повторил это достижение на европейском первенстве в Мидуэе, где состоял в одной команде с Шимоном Стаскевичем и Лукашом Клекатом. При этом на чемпионате мира в Москве занял 56 место в личном зачёте и закрыл десятку сильнейших в эстафете.
На чемпионате Европы 2012 года в Софии был близок к попаданию в число призёров, показал в эстафете четвёртый результат, немного не дотянув до призовых позиций.
Последний раз показывал сколько-нибудь значимые результаты на международной арене в сезоне 2013 года, когда выступал на домашнем европейском первенстве и на мировом первенстве в Гаосюне. Вскоре по окончании этих соревнований принял решение завершить спортивную карьеру, уступив место в сборной молодым польским пятиборцам.